# Charles Crichton (navegant)
Charles William Henry Crichton (Colchester, Essex, 7 de juliol de 1872 - Bontddu, Gwynedd, 8 de novembre de 1958) va ser un regatista anglès que va competir a començaments del segle xx.
El 1908 va prendre part en els Jocs Olímpics de Londres, on va guanyar la medalla d'or en la categoria de 6 metres del programa de vela. Crichton navegà a bord del Dormy junt a Gilbert Laws i Thomas McMeekin.